# Marktsegment
Marktsegmenten zijn de verschillende onderdelen (segmenten) waarin een markt onderverdeeld kan worden. Consumenten behorend tot een bepaald segment hebben overeenkomende kenmerken. Deze kenmerken zijn afhankelijk van de manier waarop de markt is gesegmenteerd door de marketeer. Marktsegmentering is een belangrijk onderdeel bij het bepalen van de doelgroep van een bedrijf.
Een markt kan op basis van verschillende uitgangspunten of criteria gesegmenteerd worden:
- Demografisch Bijvoorbeeld: op basis van geloof, geslacht, leefstijl, leeftijd, generatie, opleiding.
- Psychologisch Bijvoorbeeld:  op basis van personaliteit, motivatie en interesses.
- Geografisch Bijvoorbeeld: Noord-Europa, Azië, het Caribisch gebied, steden met meer dan een miljoen inwoners of dunbevolkte gebieden.
- Andere criteria zoals: merkloyaliteit, gebruik van een product (veel/gemiddeld/weinig), type gebruiker (beginner/professional), enzovoort.

Nadat een markt gesegmenteerd is, kan worden bepaald op welk(e) segment(en) een bedrijf zich wil gaan richten. Dit wordt ook wel met de Engelse term targeting aangeduid. 
Bij deze keus wordt rekening gehouden met een aantal zaken:
- Het doel en de middelen van een bedrijf
- De groei en ontwikkeling van een segment
- De aantrekkelijkheid van het segment.
- Of het realistisch is om er moeite en tijd in te stoppen

Door een specifiek segment te kiezen, kan een bedrijf opereren zonder in een felle strijd met concurrenten te geraken. Als een dergelijk segment relatief klein is en erg speciale behoeften heeft, spreekt men ook wel van een niche of nichemarkt.